# Ontgoogelen
Ontgoogelen is een term die wordt gebruikt voor het verwijderen van ongewenste informatie van de zoekmachine Google. Het is een onderdeel van online reputatiemanagement dat probeert de beeldvorming op internet of in de sociale media te beïnvloeden. Wie ontgoogelt, probeert informatie van websites te verwijderen opdat die negatieve inhoud ook uit de zoekresultaten zou verdwijnen.

## Ontstaan
Het concept van ontgoogelen kwam in Nederland voor het eerst naar voren in februari 2006, toen TROS Radar er in haar uitzending aandacht aan besteedde. Binnen enkele maanden na de uitzending zagen internetmarketing-bedrijven in dat zij ontgoogelen als dienst konden leveren aan zowel privépersonen als bedrijven en ontstonden er specialistische websites, helemaal gewijd aan ontgoogelen.  Met de opkomst van socialmediakanalen als Facebook en groeit de vraag naar ontgoogelen.

## Technieken
Om bepaalde informatie uit de resultaten van internetzoekmachines te wissen, kan men in eerste instantie de beheerder van de website aanspreken om de bewuste informatie te verwijderen. Een tweede stap kan zijn om de inhoud via de beheerder te laten verwijderen. Een laatste mogelijkheid is om een juridische procedure op te starten om de informatie te laten verwijderen.